# Dschingis Khan (Film)
Dschingis Khan ist ein englisch-jugoslawisch-deutscher Historienfilm aus dem Jahr 1965 mit Omar Sharif und Françoise Dorléac in den Hauptrollen.

## Handlung
Yamuga, Anführer des Mongolenstammes der Merkits, metzelt im 12. Jahrhundert eine Karawane nieder. Einziger Überlebender ist der Junge Temudschin. Jahre später gelingt dem jungen Mann die Flucht aus der Sklaverei. Uneingeschränkte Macht erhält der junge Mann als Berater des Kaisers von China. Unter dem Namen Dschingis Khan rückt er gegen seinen Todfeind Yamuga vor. Für Romantik sorgt die Liebesgeschichte zwischen Temudschin und seiner Frau, der Prinzessin Bortei, die von Yamuga vergewaltigt wurde. Bortei heiratet schließlich Dschingis Khan. Yamuga will sich rächen.

## Hintergründe
Die europäische Großproduktion wurde in Jugoslawien und in Studios in Berlin gedreht. Der Film war prominent besetzt, die Stars wirken in ihrer asiatischen Aufmachung aber nicht überzeugend, sondern eher skurril. Die Kulissen wurden von Heinrich Weidemann entworfen.

## Kritiken
„Das Leben des legendären Mongolenfürsten Dschingis Khan als Material für einen verklärenden Kolossalfilm, der auf namhafte Darsteller, bunte Massenszenen und den genreüblichen Aufwand setzt.“

„Spektakuläres Breitwandgemälde über den Begründer des mongolischen Weltreiches, in der politischen Hintergrundzeichnung flach, in der formalen Gestaltung durchschnittlich. Die kritiklose Bewunderung, mit der Dschingis Khan als edelmütiger und sympathischer Tyrann gefeiert wird, erfordert ernsthafte Vorbehalte. Für Jugendliche völlig ungeeignet und für Erwachsene wertlos.“